# Aldo Leopold
Aldo Leopold (Burlington, Iowa; 11 de enero de 1887 - Wisconsin, Estados Unidos; 21 de abril de 1948) fue un silvicultor, ecólogo y ambientalista estadounidense. Se le considera uno de los pensadores conservacionistas más influyentes gracias a su extenso trabajo sobre la conservación de la  fauna salvaje y las  tierras salvajes. Fue pionero en la divulgación de planteamientos éticos que tuvieran en consideración la comunidad biótica de la tierra. Influyó en el desarrollo de la ética ambiental y el movimiento por la preservación de la naturaleza salvaje. En 1935 participó en la fundación de la organización The Wilderness Society y adquirió una granja en el interior de Wisconsin donde puso en práctica sus ideas sobre la restauración ecológica que posteriormente quedarían recogidas en su obra más importante, A Sand County Almanac [Un Año en Sand County]. Además, Leopold es considerado como el fundador de la ciencia de la conservación de la vida silvestre en Estados Unidos. Murió en 1948 de un ataque al corazón, mientras luchaba contra el fuego en una granja vecina.

## Biografía
Aldo Leopold nació en Burlington, Iowa. Creció en contacto con la naturaleza. Durante su juventud, la familia de Leopold pasaba los veranos en las islas Cheneaux de Míchigan. Estudió en la Lawrenceville School en Nueva Jersey, y luego en la Escuela de Ingeniería Forestal de la Universidad de Yale. Recibió el grado de Master en Forestales en 1909. 
Leopold desarrolló la apreciación por la naturaleza en términos de ecología, fuente de recursos naturales, estética y misterio. De allí en adelante, su vida profesional abarcó la silvicultura, la ecología y la escritura.
Sirvió por 19 años en el Servicio Forestal de los Estados Unidos, en la Sección Sudoeste (Nuevo México y Arizona) hasta que fue transferido en 1924 al Laboratorio de Productos Forestales en Madison, Wisconsin. En 1928 dejó el Servicio Forestal y comenzó a trabajar de manera independiente. Hizo la mayoría de las encuestas y juegos sobre vida salvaje de los Estados Unidos. 
En 1933 se convirtió en profesor de Gestión en el Departamento de Agricultura Económica en la de Universidad de Wisconsin en Madison. Vivió en una modesta casa de dos plantas cerca del campus con su esposa e hijos, y enseñó en la universidad hasta el día de su muerte. Hoy, su casa es un hito en la ciudad de Madison. Uno de sus hijos, Luna, se convirtió en un destacado profesor de hidrología y geología en la UC Berkeley. Otro de sus hijos, A. Starker Leopold, fue un notable biólogo, también profesor de la UC Berkeley.
Como defensor de la preservación de la vida y las áreas salvajes, Leopold fundó la Wilderness Society en 1935. Nombrada en su honor Aldo Leopold Wilderness limita con la Gila National Forest en Nuevo México. Leopold fue el principal responsable de la propuesta de Gila como área salvaje protegida. Como resultado, en 1924, Gila National Forest se convirtió en la primera área salvaje protegida por el gobierno de los Estados Unidos. Juntos, Leopold Wilderness y Gila National Forest, son a menudo considerados como el punto de partida del movimiento de conservación de los Estados Unidos.
Sus escritos sobre la naturaleza son notables por su sencillez y claridad. Sus retratos de los paisajes naturales donde se movió, o que ha conocido por muchos años, dan una impresionante atmósfera de intimidad sobre lo que sucede y lo que existe en la naturaleza. Leopold criticó los daños que se hacen al medio natural, desde la cultura y la sociedad que ha tomado propiedad de la tierra, eclipsando el sentido de comunidad con la naturaleza, de la que el ser humano forma parte. Él sentía que la seguridad y la prosperidad que da la "mecanización" a las personas, les da también el tiempo para reflexionar sobre la riqueza de la naturaleza, y para aprender qué pasa en ella.

## La obra central
El libro de Leopold A Sand County Almanac [Un Año en Sand County] fue publicado póstumamente en 1949. Junto con Primavera silenciosa de Rachel Carson, se le considera el libro más influyente dentro del movimiento conservacionista norteamericano. A Sand County Almanac es una combinación de historia natural, literatura naturalista y filosofía. Es quizás más conocido por la siguiente frase, que definiría la ética de la tierra: "Una cosa está bien mientras tiende a preservar la integridad, estabilidad y la belleza de la comunidad biótica. Está mal, si tiende a hacer lo contrario".

## Conservación
En La Ética de la Tierra, un capítulo de A Sand County Almanac, Leopold profundiza en la conservación en la sección La Consciencia Ecológica. Escribió: La conservación es un estado de armonía entre el hombre y la tierra. Leopold sentía que se necesitaba una educación de la conservación más fuerte, sin embargo la cantidad y la calidad estaban en debate.
Al parecer de Leopold, el plan de estudios existente hasta entonces (fines de 1940) se resumía en: obedezca la ley, vote, únase a alguna organización y practique todo lo que pueda la conservación en su propio terreno: el gobierno hará el resto. Leopold era crítico con este tipo de fórmulas. Para él, eran exclusivamente utilitarias y no abordaban cuestiones éticas relevantes. Esto lo hizo llegar a la conclusión de que las obligaciones no significan nada sin conciencia, y el problema central era extender la conciencia social desde las personas hacia la tierra. Al tiempo que escribía, estaba seguro de que, sin beneficios de la filosofía y la religión, la conservación estaba condenada a ser un esfuerzo mínimo por la lucha contra el daño a la naturaleza.
Con la esperanza de abordar cuestiones éticas y de enfrentar desafíos educacionales, Leopold presentó un ejemplo de la cuestión con la experiencia de la capa superficial de suelo de Wisconsin que se movía lentamente hacia el mar. En 1933 se ofreció asistencia técnica durante 5 años a los agricultores que adoptaran prácticas correctivas, lo que obtuvo una gran aceptación de parte de la gente. Una vez el período de 5 años se completó, los agricultores continuaron sólo con aquellas prácticas que les resultaban económicamente rentables, dejando de lado las prácticas que eran de provecho comunitario. Como respuesta, la Legislatura de Wisconsin, aprobó la Ley de Conservación de Suelos del Distrito en 1937 que permitió a los agricultores regular por ellos mismos el uso de sus tierras. Aún con los incentivos adicionales de consejería técnica gratuita y la disponibilidad de préstamos para la compra de maquinaria especializada, las reglas que beneficiarían a la comunidad 
continuaron siendo ignoradas.

## Obra
- Report on a Game Survey of the North Central States (Madison: SAAMI, 1931)
- Game Management (New York: Scribner's, 1933)
- A Sand County Almanac (New York: Oxford, 1949). Edición en castellano: Un año en Sand County,[5] Madrid, Errata naturae, 2019.
- Round River: From the Journals of Aldo Leopold (New York: Oxford, 1953)
- A Sand County Almanac and Other Writings on Ecology and Conservation (New York: Library of America, 2013)